# Lista över fornlämningar i Åstorps kommun
Lista över fornlämningar i Åstorps kommun är en förteckning av ett urval av de fornlämningar som finns i Åstorps kommun.

## Björnekulla
| Namn                          | Lämningstyp  | Tillkomsttid | Historisk indelning | Plats | Läge                 | ID-nr          | Bild                                 |
| ----------------------------- | ------------ | ------------ | ------------------- | ----- | -------------------- | -------------- | ------------------------------------ |
| Granekullen (Björnekulla 1:1) | Hög          |              | Björnekulla, Skåne  |       | 56.126348, 12.970750 | 10102600010001 | Ladda upp en bild av detta fornminne |
| Granekullen (Björnekulla 1:2) | Hög          |              | Björnekulla, Skåne  |       | 56.126065, 12.970038 | 10102600010002 | Ladda upp en bild av detta fornminne |
| Björnekulla 5:1               | Stensättning |              | Björnekulla, Skåne  |       | 56.119119, 12.961405 | 10102600050001 | Ladda upp en bild av detta fornminne |
| Björnekulla 5:2               | Stensättning |              | Björnekulla, Skåne  |       | 56.119082, 12.961729 | 10102600050002 | Ladda upp en bild av detta fornminne |
| Björnekulla 7:1               | Hög          |              | Björnekulla, Skåne  |       | 56.126189, 12.979862 | 10102600070001 | Ladda upp en bild av detta fornminne |
| Björnekulla 7:2               | Hög          |              | Björnekulla, Skåne  |       | 56.126124, 12.980156 | 10102600070002 | Ladda upp en bild av detta fornminne |
| Björnekulla 7:3               | Hög          |              | Björnekulla, Skåne  |       | 56.126304, 12.979387 | 10102600070003 | Ladda upp en bild av detta fornminne |
| Björnekulla 7:4               | Hög          |              | Björnekulla, Skåne  |       | 56.126428, 12.978944 | 10102600070004 | Ladda upp en bild av detta fornminne |
| Björnekulla 11:1              | Gravfält     |              | Björnekulla, Skåne  |       | 56.131570, 12.944280 | 10102600110001 | Ladda upp en bild av detta fornminne |

## Kvidinge
| Namn                              | Lämningstyp                 | Tillkomsttid | Historisk indelning | Plats | Läge                 | ID-nr          | Bild                                 |
| --------------------------------- | --------------------------- | ------------ | ------------------- | ----- | -------------------- | -------------- | ------------------------------------ |
| Rävastenen (Kvidinge 1:1)         | Hällristning                |              | Kvidinge, Skåne     |       | 56.121924, 12.983503 | 10107800010001 | Ladda upp en bild av detta fornminne |
| Kvidinge 2:1                      | Stensättning                |              | Kvidinge, Skåne     |       | 56.122538, 12.985596 | 10107800020001 | Ladda upp en bild av detta fornminne |
| Kvidinge 4:1                      | Stensättning                |              | Kvidinge, Skåne     |       | 56.122863, 12.992200 | 10107800040001 | Ladda upp en bild av detta fornminne |
| Kvidinge 5:1                      | Stensättning                |              | Kvidinge, Skåne     |       | 56.120979, 12.986437 | 10107800050001 | Ladda upp en bild av detta fornminne |
| Kvidinge 6:2                      | Stensättning                |              | Kvidinge, Skåne     |       | 56.121286, 12.990156 | 10107800060002 | Ladda upp en bild av detta fornminne |
| Kvidinge 6:3                      | Stensättning                |              | Kvidinge, Skåne     |       | 56.121133, 12.990726 | 10107800060003 | Ladda upp en bild av detta fornminne |
| Kyrkbacken (Kvidinge 7:1)         | Hög                         |              | Kvidinge, Skåne     |       | 56.126828, 12.994582 | 10107800070001 | Ladda upp en bild av detta fornminne |
| Kvidinge 8:1                      | Stensättning                |              | Kvidinge, Skåne     |       | 56.121756, 13.002082 | 10107800080001 | Ladda upp en bild av detta fornminne |
| Rävabacken (Kvidinge 10:1)        | Hög                         |              | Kvidinge, Skåne     |       | 56.114164, 13.023460 | 10107800100001 | Ladda upp en bild av detta fornminne |
| Rävabacken (Kvidinge 10:2)        | Stensättning                |              | Kvidinge, Skåne     |       | 56.113964, 13.023470 | 10107800100002 | Ladda upp en bild av detta fornminne |
| Stora Rör (nr 1). (Kvidinge 11:1) | Röse                        |              | Kvidinge, Skåne     |       | 56.114307, 13.021287 | 10107800110001 | Ladda upp en bild av detta fornminne |
| Stora Rör (nr 1). (Kvidinge 11:2) | Stensättning                |              | Kvidinge, Skåne     |       | 56.114213, 13.020975 | 10107800110002 | Ladda upp en bild av detta fornminne |
| Kvidinge 12:1                     | Stensättning                |              | Kvidinge, Skåne     |       | 56.114989, 13.022251 | 10107800120001 | Ladda upp en bild av detta fornminne |
| Kvidinge 13:1                     | Hög                         |              | Kvidinge, Skåne     |       | 56.112604, 13.030532 | 10107800130001 | Ladda upp en bild av detta fornminne |
| Kvidinge 13:2                     | Stensättning                |              | Kvidinge, Skåne     |       | 56.112437, 13.030718 | 10107800130002 | Ladda upp en bild av detta fornminne |
| Kvidinge 13:3                     | Stensättning                |              | Kvidinge, Skåne     |       | 56.112051, 13.030877 | 10107800130003 | Ladda upp en bild av detta fornminne |
| Kvidinge 14:1                     | Hög                         |              | Kvidinge, Skåne     |       | 56.113247, 13.029736 | 10107800140001 | Ladda upp en bild av detta fornminne |
| Lilla Rör (nr 1). (Kvidinge 15:1) | Röse                        |              | Kvidinge, Skåne     |       | 56.118097, 13.020017 | 10107800150001 | Ladda upp en bild av detta fornminne |
| Lilla Rör (nr 1). (Kvidinge 15:2) | Röse                        |              | Kvidinge, Skåne     |       | 56.118390, 13.020170 | 10107800150002 | Ladda upp en bild av detta fornminne |
| Kvidinge 16:1                     | Hällristning                |              | Kvidinge, Skåne     |       | 56.115178, 13.032881 | 10107800160001 | Ladda upp en bild av detta fornminne |
| Kvidinge 17:1                     | Stensättning                |              | Kvidinge, Skåne     |       | 56.114903, 13.029741 | 10107800170001 | Ladda upp en bild av detta fornminne |
| Kvidinge 17:2                     | Grav markerad av sten/block |              | Kvidinge, Skåne     |       | 56.114652, 13.029777 | 10107800170002 | Ladda upp en bild av detta fornminne |
| Kvidinge 17:3                     | Hög                         |              | Kvidinge, Skåne     |       | 56.114686, 13.030040 | 10107800170003 | Ladda upp en bild av detta fornminne |
| Kvidinge 18:1                     | Hög                         |              | Kvidinge, Skåne     |       | 56.114796, 13.034365 | 10107800180001 | Ladda upp en bild av detta fornminne |
| Kvidinge 19:1                     | Hög                         |              | Kvidinge, Skåne     |       | 56.114009, 13.030756 | 10107800190001 | Ladda upp en bild av detta fornminne |
| Kvidinge 22:1                     | Stensättning                |              | Kvidinge, Skåne     |       | 56.118013, 13.055014 | 10107800220001 | Ladda upp en bild av detta fornminne |
| Kvidinge 23:1                     | Hög                         |              | Kvidinge, Skåne     |       | 56.111796, 13.087772 | 10107800230001 | Ladda upp en bild av detta fornminne |
| Kvidinge 24:1                     | Hög                         |              | Kvidinge, Skåne     |       | 56.112536, 13.082860 | 10107800240001 | Ladda upp en bild av detta fornminne |
| Kvidinge 25:1                     | Hög                         |              | Kvidinge, Skåne     |       | 56.113708, 13.080947 | 10107800250001 | Ladda upp en bild av detta fornminne |
| Kvidinge 26:1                     | Gravfält                    |              | Kvidinge, Skåne     |       | 56.115743, 13.076554 | 10107800260001 | Ladda upp en bild av detta fornminne |
| Kvidinge 28:1                     | Hög                         |              | Kvidinge, Skåne     |       | 56.115309, 13.077983 | 10107800280001 | Ladda upp en bild av detta fornminne |
| Kvidinge 28:2                     | Stensättning                |              | Kvidinge, Skåne     |       | 56.115424, 13.077673 | 10107800280002 | Ladda upp en bild av detta fornminne |
| Kvidinge 29:1                     | Hög                         |              | Kvidinge, Skåne     |       | 56.108336, 13.085112 | 10107800290001 | Ladda upp en bild av detta fornminne |
| Kvidinge 30:1                     | Stensättning                |              | Kvidinge, Skåne     |       | 56.100648, 13.088982 | 10107800300001 | Ladda upp en bild av detta fornminne |
| Kvidinge 30:2                     | Stensättning                |              | Kvidinge, Skåne     |       | 56.100972, 13.089025 | 10107800300002 | Ladda upp en bild av detta fornminne |
| Kvidinge 31:1                     | Stensättning                |              | Kvidinge, Skåne     |       | 56.102638, 13.089700 | 10107800310001 | Ladda upp en bild av detta fornminne |
| Kvidinge 34:1                     | Hög                         |              | Kvidinge, Skåne     |       | 56.120221, 13.052194 | 10107800340001 | Ladda upp en bild av detta fornminne |
| Kvidinge 36:1                     | Hög                         |              | Kvidinge, Skåne     |       | 56.173071, 12.999972 | 10107800360001 | Ladda upp en bild av detta fornminne |
| Kvidinge 37:1                     | Hög                         |              | Kvidinge, Skåne     |       | 56.170886, 13.004020 | 10107800370001 | Ladda upp en bild av detta fornminne |
| Skattehögarne (Kvidinge 55:1)     | Gravfält                    |              | Kvidinge, Skåne     |       | 56.130140, 13.057599 | 10107800550001 | Ladda upp en bild av detta fornminne |
| Kvidinge 108:1                    | Röse                        |              | Kvidinge, Skåne     |       | 56.112403, 13.019081 | 10107801080001 | Ladda upp en bild av detta fornminne |
| Kvidinge 116:1                    | Hällristning                |              | Kvidinge, Skåne     |       | 56.114851, 13.030544 | 10107801160001 | Ladda upp en bild av detta fornminne |
| Kvidinge 118:1                    | Stensättning                |              | Kvidinge, Skåne     |       | 56.110866, 13.031207 | 10107801180001 | Ladda upp en bild av detta fornminne |
| Kvidinge 123:1                    | Stensättning                |              | Kvidinge, Skåne     |       | 56.099773, 13.063493 | 10107801230001 | Ladda upp en bild av detta fornminne |
| Kvidinge 123:2                    | Stensättning                |              | Kvidinge, Skåne     |       | 56.099907, 13.063458 | 10107801230002 | Ladda upp en bild av detta fornminne |
| Kvidinge 165:2                    | Kyrka/kapell                |              | Kvidinge, Skåne     |       | 56.128662, 13.076644 | 10107801650002 | Ladda upp en bild av detta fornminne |
| Kvidinge 193:1                    | Hög                         |              | Kvidinge, Skåne     |       | 56.103079, 13.083342 | 10107801930001 | Ladda upp en bild av detta fornminne |
| Kvidinge 195:1                    | Hög                         |              | Kvidinge, Skåne     |       | 56.117580, 13.047956 | 10107801950001 | Ladda upp en bild av detta fornminne |
| Kvidinge 200:1                    | Fästning/skans              |              | Kvidinge, Skåne     |       | 56.116492, 13.074720 | 10107802000001 | Ladda upp en bild av detta fornminne |
| Kvidinge 201:1                    | Stensättning                |              | Kvidinge, Skåne     |       | 56.103411, 13.085943 | 10107802010001 | Ladda upp en bild av detta fornminne |
| Kvidinge 201:2                    | Stensättning                |              | Kvidinge, Skåne     |       | 56.103279, 13.085963 | 10107802010002 | Ladda upp en bild av detta fornminne |
| Kvidinge 201:3                    | Stensättning                |              | Kvidinge, Skåne     |       | 56.103135, 13.085871 | 10107802010003 | Ladda upp en bild av detta fornminne |
| Kvidinge 202:1                    | Stensättning                |              | Kvidinge, Skåne     |       | 56.121773, 12.997906 | 10107802020001 | Ladda upp en bild av detta fornminne |
| Kvidinge 204:1                    | Hällristning                |              | Kvidinge, Skåne     |       | 56.116490, 13.019598 | 10107802040001 | Ladda upp en bild av detta fornminne |
| Kvidinge 205:1                    | Hällristning                |              | Kvidinge, Skåne     |       | 56.114782, 13.025445 | 10107802050001 | Ladda upp en bild av detta fornminne |
| Kvidinge 206:1                    | Hög                         |              | Kvidinge, Skåne     |       | 56.112831, 13.027566 | 10107802060001 | Ladda upp en bild av detta fornminne |
| Kvidinge 207:1                    | Stensättning                |              | Kvidinge, Skåne     |       | 56.111004, 13.029088 | 10107802070001 | Ladda upp en bild av detta fornminne |
| Kvidinge 208:1                    | Stensättning                |              | Kvidinge, Skåne     |       | 56.107606, 13.045007 | 10107802080001 | Ladda upp en bild av detta fornminne |
| Kvidinge 208:2                    | Stensättning                |              | Kvidinge, Skåne     |       | 56.107610, 13.045613 | 10107802080002 | Ladda upp en bild av detta fornminne |
| Kvidinge 209:1                    | Hög                         |              | Kvidinge, Skåne     |       | 56.111018, 13.033919 | 10107802090001 | Ladda upp en bild av detta fornminne |
| Kvidinge 210:1                    | Stensättning                |              | Kvidinge, Skåne     |       | 56.113217, 13.031437 | 10107802100001 | Ladda upp en bild av detta fornminne |
| Kvidinge 211:1                    | Stensättning                |              | Kvidinge, Skåne     |       | 56.106405, 13.024315 | 10107802110001 | Ladda upp en bild av detta fornminne |